# Миртовые
Ми́ртовые (лат. Myrtáceae) — семейство покрытосеменных растений, принадлежащее порядку Миртоцветные (Myrtales).
К этому семейству относятся такие растения, как мирт, гвоздичное дерево, гуава, фейхоа, чайное дерево и эвкалипт. Виды этого семейства представляют значительный интерес для практического использования человеком, будучи источниками биологически активных веществ. Большинство видов миртовых — декоративно-лиственные, красивоцветущие, плодовые растения; содержат фитонциды (некоторые из них — лекарственные растения).

## Ботаническое описание
Все растения — деревья или кустарники, богатые эфирными маслами.
Листья супротивные, редко очерёдные, вечнозелёные, обыкновенно цельные, на коротких черешках, без прилистников или они очень маленькие.
Цветки правильные, обоеполые или многобрачные, одиночные в пазухах листьев, в щитках или кистях; чашечка спайнолистная с 4—5 зубцами, остающаяся при плодах или в ряде случаев чашечка отсутствует; лепестков 4—5 (редко 6) или может не быть; тычинки большей частью многочисленные, свободные или частично спаянные, часто в пучках, супротивных лепесткам; пыльники мелкие, двугнёздные, открывающиеся вдоль щелью и, редко, верхушечными порами; завязь нижняя, одно- или многогнёздная; столбик простой.
Плод — ягода, костянка, коробочка или орех; семя без эндосперма или с небольшим эндоспермом; зародыш прямой или согнутый, иногда кольцевой или спиральный.

## Таксономия
Myrtaceae Juss., 1789, Genera Plantarum 322—323, nom. cons.

### Синонимы
- Heteropyxidaceae Engl. & Gilg, nom. cons.
- Kaniaceae Nakai
- Leptospermaceae Bercht. & J.Presl
- Myrrhiniaceae Arn.
- Psiloxylaceae Croizat

## Классификация
Семейство делится на 2 подсемейства, 15 триб и включает в себя 133 рода:
Подсемейство Myrtoideae включает 15 триб:
Backhousieae — 2 рода
Chamelaucieae — 24 рода
Eucalypteae — 7 родов
Kanieae — 8 родов
Leptospermeae — 8 родов
Lindsayomyrteae — 1 род
Lophostemoneae — 4 рода
Melaleuceae — 10 родов
Metrosidereae — 3 рода
Myrteae — 53 рода
Osbornieae — 1 род
Syncarpieae — 1 род
Syzygieae — 3 рода
Tristanieae — 3 рода
Xanthostemoneae — 3 рода
Подсемейство Psiloxyloideae включает 2 трибы:
Heteropyxideae — 1 род
Psiloxyleae — 1 род

## Роды
По информации базы данных The Plant List в семействе насчитывается 5970 действительных названий видов в составе 145 родов.
Состав семейства по информации базы данных The Plant List:
- Acca — Акка
- Accara
- Actinodium — Актинодиум
- Agonis — Агонис
- Algrizea
- Allosyncarpia
- Aluta
- Amomyrtella
- Amomyrtus
- Angasomyrtus
- Angophora — Ангофора
- Archirhodomyrtus
- Arillastrum
- Astartea
- Asteromyrtus
- Astus
- Austromyrtus — Австромиртус
- Babingtonia
- Backhousia — Бакхузия
- Baeckea — Беккея
- Balaustion
- Barongia
- Basisperma
- Beaufortia — Бофортия
- Blepharocalyx
- Britoa
- Callistemon — Каллистемон
- Calothamnus — Калотамнус
- Calycolpus
- Calycorectes
- Calyptranthes
- Calyptrogenia
- Calytrix — Калитрикс
- Campomanesia — Кампоманезия
- Chamelaucium
- Chamguava
- Cheyniana
- Choricarpia
- Chytraculia
- Cloezia
- Conothamnus
- Corymbia
- Corynanthera
- Curitiba
- Cyathostemon
- Darwinia — Дарвиния
- Decaspermum
- Eremaea
- Eucalyptopsis
- Eucalyptus — Эвкалипт
- Eugenia — Евгения, или Эвгения
- Euryomyrtus
- Gomidesia
- Gossia
- Harmogia
- Heteropyxis
- Hexachlamys
- Homalocalyx
- Homalospermum
- Homoranthus
- Hottea
- Hypocalymma
- Kania
- Kardomia
- Kjellbergiodendron
- Kunzea
- Lamarchea
- Legrandia
- Lenwebbia
- Leptospermum — Тонкосемянник, или Лептоспермум
- Lindsayomyrtus
- Lithomyrtus
- Lophomyrtus
- Lophostemon
- Luma — Люма
- Lysicarpus
- Malleostemon
- Marlierea — Марлиерия, или Марлиера
- Melaleuca — Мелалеука
- Meteoromyrtus
- Metrosideros — Метросидерос
- Micromyrtus
- Mitranthes
- Mitrantia
- Mosiera
- Myrceugenia
- Myrcia — Мирция
- Myrcianthes — Мирциантес
- Myrciaria — Мирциария
- Myrrhinium — Мирриниум
- Myrtastrum
- Myrtella
- Myrteola
- Myrtus — Мирт
- Neofabricia
- Neomitranthes
- Neomyrtus
- Ochrosperma
- Octamyrtus
- Osbornia — Осборния
- Oxymyrrhine
- Pericalymma
- Petraeomyrtus
- Phymatocarpus
- Pileanthus
- Pilidiostigma
- Piliocalyx
- Pimenta — Пимента
- Pleurocalyptus
- Plinia — Плиния
- Pseudanamomis
- Psidium — Псидиум, или Гуайява, или Гуава
- Psiloxylon — Псилоксилон
- Purpureostemon — Пурпуреостемон
- Regelia
- Rhodamnia
- Rhodomyrtus — Родомирт, или Родомиртус
- Rinzia
- Ristantia
- Sannantha
- Schizocalomyrtus
- Scholtzia
- Seorsus
- Siphoneugena
- Sphaerantia
- Stenostegia
- Stereocaryum
- Stockwellia
- Syncarpia
- Syzygium — Сизигиум
- Taxandria — Таксандрия
- Tepualia — Тепуалия
- Thaleropia
- Thryptomene
- Triplarina
- Tristania — Тристания
- Tristaniopsis
- Ugni — Угни, или Уни, или Уньи
- Uromyrtus
- Verticordia
- Welchiodendron
- Whiteodendron
- Xanthomyrtus
- Xanthostemon